# Werejce
Werejce – kolonia w Polsce położona w województwie lubelskim, w powiecie chełmskim, w gminie Wierzbica.
W latach 1975–1998 miejscowość administracyjnie należała do województwa chełmskiego. Według Narodowego Spisu Powszechnego (III 2011 r.) liczyła 45 mieszkańców i była dwudziestą co do wielkości miejscowością gminy Wierzbica.
| SIMC    | Nazwa | Rodzaj     |
| ------- | ----- | ---------- |
| 1027001 | Huta  | przysiółek |

Według spisu powszechnego z roku 1921 kolonia Syczyn-Werejce posiadała 8 domów i 60 mieszkańców, z czego 16 osób podawało narodowość niemiecką.